# Barnsdall
Barnsdall es una ciudad ubicada en el condado de Osage en el estado estadounidense de Oklahoma. En el año 2010 tenía una población de 1243 habitantes y una densidad poblacional de 776,88 personas por km².

## Geografía
Barnsdall se encuentra ubicada en las coordenadas 36°33′34″N 96°09′40″O / 36.55944, -96.16111.

## Demografía
Según la Oficina del Censo en 2000 los ingresos medios por hogar en la localidad eran de $25,598 y los ingresos medios por familia eran $34,934. Los hombres tenían unos ingresos medios de $31,731 frente a los $18,472 para las mujeres. La renta per cápita para la localidad era de $13,435. Alrededor del 11.0% de la población estaban por debajo del umbral de pobreza.